# Epidendrum pernambucense
Epidendrum pernambucense är en orkidéart som beskrevs av Célestin Alfred Cogniaux. Epidendrum pernambucense ingår i släktet Epidendrum och familjen orkidéer. Inga underarter finns listade i Catalogue of Life.